# Tribologie

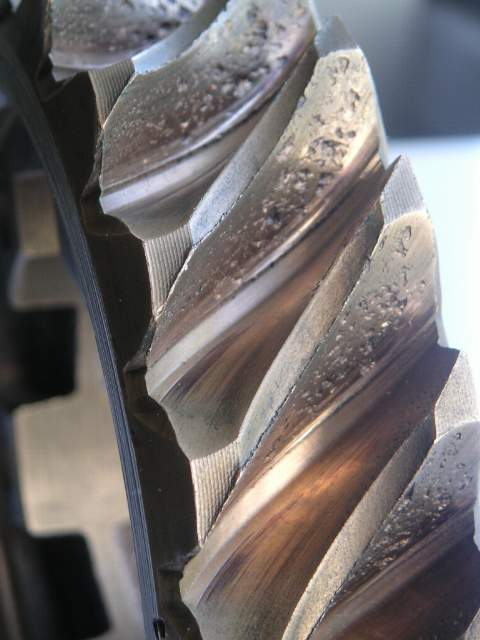
Při vzájemném pohybu dvou nebo více materiálů, popřípadě při interakci materiálu s prostředím dochází ke ztrátě materiálu z povrchu, což je proces známý jako opotřebení.

Tribologie (z řeckého τρίβω - třít) je vědecký obor, zabývající se procesy tření, opotřebení a mazání.
Při vzájemném pohybu dvou nebo více materiálů, popřípadě při interakci materiálu s prostředím dochází ke ztrátě materiálu z povrchu, což je proces známý jako opotřebení. Hlavní typy opotřebení jsou odírání, tření (přilnavost a soudržnost), eroze a koroze. Opotřebení lze minimalizovat povrchovou úpravou pevných látek nebo pomocí maziv (pro kluzné nebo valivé opotřebení).
Tribologie se uplatňuje při návrhu ložisek, pístových motorů a dalších strojů, ale zasahuje do téměř všech ostatních aspektů moderních technologií, a to i takové oblasti jako výroba kosmetiky (rtěnky, pudry, kondicionéry), lékařství (umělé kloubní náhrady), apod.
Správně zvolená povrchová úprava a mazání snižují tření pevných částí až na nulu, což minimalizuje opotřebení a výrazně snižuje spotřebu energie.